# SLEEPERS FILM
SLEEPERS FILM（スリーパーズ フィルム）は、東京を拠点にミュージック・ビデオを制作するユニット。

## 概要
日本のミュージシャンや、来日アーティストのミュージック・ビデオを多数制作。
2009年4月、あらゆる場所をステージ化し、フリースタイルな撮影方法にてワンテイク・ワンカットで生演奏を収録する、ドキュメンタリーミュージックビデオ制作をスタート。2010年には、フランスの映像制作集団La BlogothèqueとTake Away Showsの企画でコラボレーションを果たす。

## 作品

### LIVE SHOW
MVとライブを融合させた、ワンテイク・ワンカットのミュージックビデオ
- ペトロールズ
- 長岡亮介（PETROLZ）
- 吉澤嘉代子
- カジヒデキ
- The National
- First Aid Kit
- Perfume Genius
- Local Natives
- VILLAGERS
- Benjamin Booker
- Editors
- KISSES
- Okkervil River
- 宮内優里
- タニザワトモフミ
- Ryohu（ex.ズットズレテルズ,KANDYTOWN）
- ツチヤニボンド
- Daniel Kwon
- Her Space Holiday
- 千代田夏夫
- PASCALS

### ミュージックビデオ
- ROTH BART BARON
- カジヒデキ
- さかいゆう
- the band apart

### DVD
- 堂島孝平
- ROTH BART BARON
- さかいゆう